# Naker
Een naker of nakir is een kleine trommel van Arabische oorsprong, de voorloper van de Europese pauk (keteltrom).
De nakers werden in de 13e eeuw via de kruistochten in Europa geïntroduceerd.
Een naker bestaat uit een metalen of houten koepelvormig lichaam met geitenhuiden drumvellen, al of niet voorzien van snaren. Men bespeelt de trommels door erop te slaan met de handen en vingers of met stokken. Men bespeelt de naker gepaard of in een slinger. Soms worden ze meegedragen in een harnas.